# Laudrefang
Laudrefang település Franciaországban, Moselle megyében. Lakosainak száma 339 fő (2022. január 1.). Laudrefang Bambiderstroff, Folschviller, Longeville-lès-Saint-Avold, Pontpierre, Saint-Avold, Teting-sur-Nied és Tritteling-Redlach községekkel határos.

## Népesség
A település népességének változása:
| Lakosok száma | 276  | 280  | 388  | 377  | 341  | 336  | 341  | 345  | 346  | 339  |
|               | 1968 | 1982 | 1990 | 2006 | 2013 | 2015 | 2017 | 2019 | 2020 | 2022 |